# Австрийский почтово-телеграфный музей
Австрийский почтово-телеграфный музей (нем. Österreichisches Post- und Telegraphenmuseum) просуществовал с 1891 по 1980 год и вошёл в состав экспозиций Технического музея в Вене. Музей был посвящён истории почтовой связи, развитию австрийской почты и филателии.

## Экспозиция

Трещотка почтальона (конец XVIII века)

Экспозиция музея позволяла отследить многовековую историю почты на территории нынешней Австрии. Так, в музее можно было ознакомиться с сетью дорог и почтовых станций, построенных древними римлянами, которая была выяснена на основе научных исследований. Здесь можно было увидеть и старинные мильные столбы, сохранившиеся на австрийских дорогах как свидетельства организации почтовой службы в Римской империи.
В музее было воссоздан макет с миниатюрными повозками и фигурками курьеров, иллюстрирующий историю возникновения почтовой службы в Штирии.
Среди многочисленных экспонатов одним из наиболее примечательных был свиток конца XV века, который попал в музей из бенедиктинского монастыря в Адмонте и рассказывал о неизвестном средневековом курьере, совершившем долгий путь, чтобы доставить послание.
Музей располагал большим собранием важных почтовых документов Европы — путеводных книг за период с 1495 по 1916 год. Одна из них относилась к 1506 году и содержала отметки о движении через всю Германию в Инсбрук и в Зигхартскирхен. Записи в книге производились при передаче почты и свидетельствуют о том, что доставка осуществлялась относительно скоро — около 750 миль за 8 дней и 21 час. О почтовой связи тех времен повествовали также старинные книги о курьерах с гравюрами по дереву.
Экспонаты ещё одного раздела были посвящены деятельности почтмейстеров на протяжении сотен лет. Имеющаяся коллекция королевских грамот показывала, что звание почтмейстера передавалось по наследству.
Известная «трещоточная почта» Вены была представлена в экспозиции различными предметами. Во времена существования этой почты посыльные собирали и доставляли корреспонденцию, передвигаясь по улицам города с трещотками в руках.
В музее можно было увидеть сёдла, упряжь, сумку австрийского почтового курьера в Константинополе, почтовые дилижансы и сани — все эти экспонаты занимали целый зал. На фотографиях были представлены более современный почтовый автобус, гусеничные сани, доставляющие почту в горные районы Австрии.
Разделы музея рассказывали также о военной, пневматической, корабельной, железнодорожной почте. Здесь демонстрировались коробки для посылок начала XIX века, старинные машины для изготовления печатей и марок, например, франкировальная машина 1910 года, древние весы, почтовые автоматы для продажи марок и открыток. Музей знакомил посетителей со всеми видами почтовой бумаги и конвертов, начиная с XIV века, с почтовыми открытками, впервые появившимися именно в Австрии 1 октября 1869 года. Первой в мире была и австрийская авиапочта, которая начала функционировать 31 марта 1918 года — на шесть недель ранее открытия почтового авиамаршрута между Вашингтоном и Лонг-Айлендом.
В залах венского музея были установлены стенды с почтовыми марками Австрии, начиная с 1850 года. В специальном музейном разделе был показан весь процесс создания марок — от работы художника до печати. В музее экспонировались старейшие австрийские почтовые штемпели и надпечатки, а также имелись библиотека и архив.

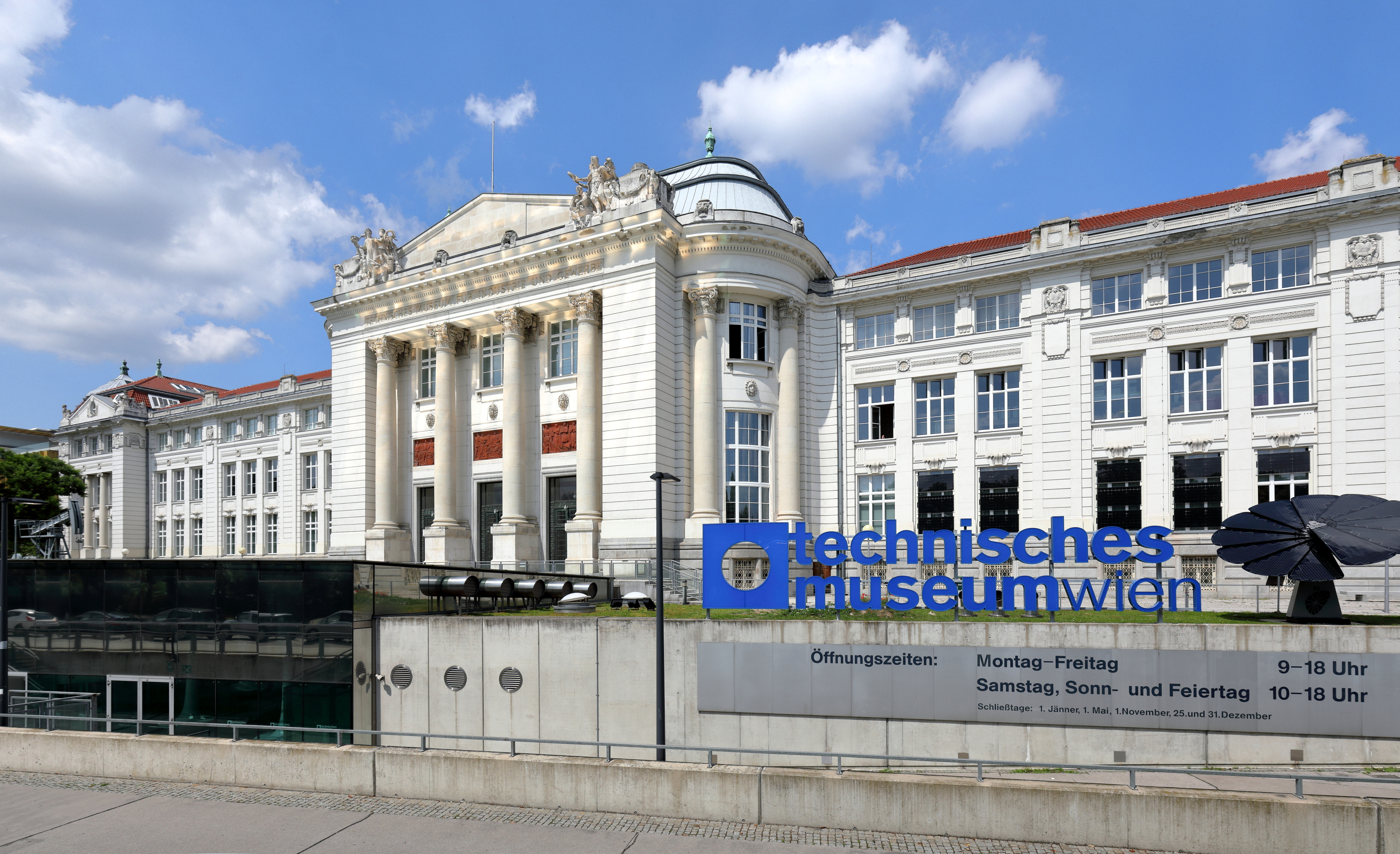
Фасад здания Технического музея Вены

## Местоположение
Почтово-телеграфный музей находился по адресу: Mariahilfer Straße 212, Vienna, Austria, где теперь располагается Технический музей Вены.

## История
Музей открылся в 1891 году на основе экспозиции юбилейной торговой выставки 1888 года в Вене. На ней, как и на Всемирной выставке в Пратере в 1873 году, австрийской почте было уделено большое внимание. Своё современное расположение в здании Политехнического (ныне Технического) музея почтовый музей получил в 1923 году.

## Закрытие и современность
В 1980 году почтово-телеграфный музей закрылся и после слияния с Австрийским железнодорожным музеем, а позднее и с некоторым другими музейными учреждениями Вены, был переподчинён Техническому музею. В настоящее время является отделом Технического музея. Часть экспонатов и материалов бывшего почтово-телеграфного музея распределены между собраниями по информации и связи, архивом и библиотекой Технического музея.

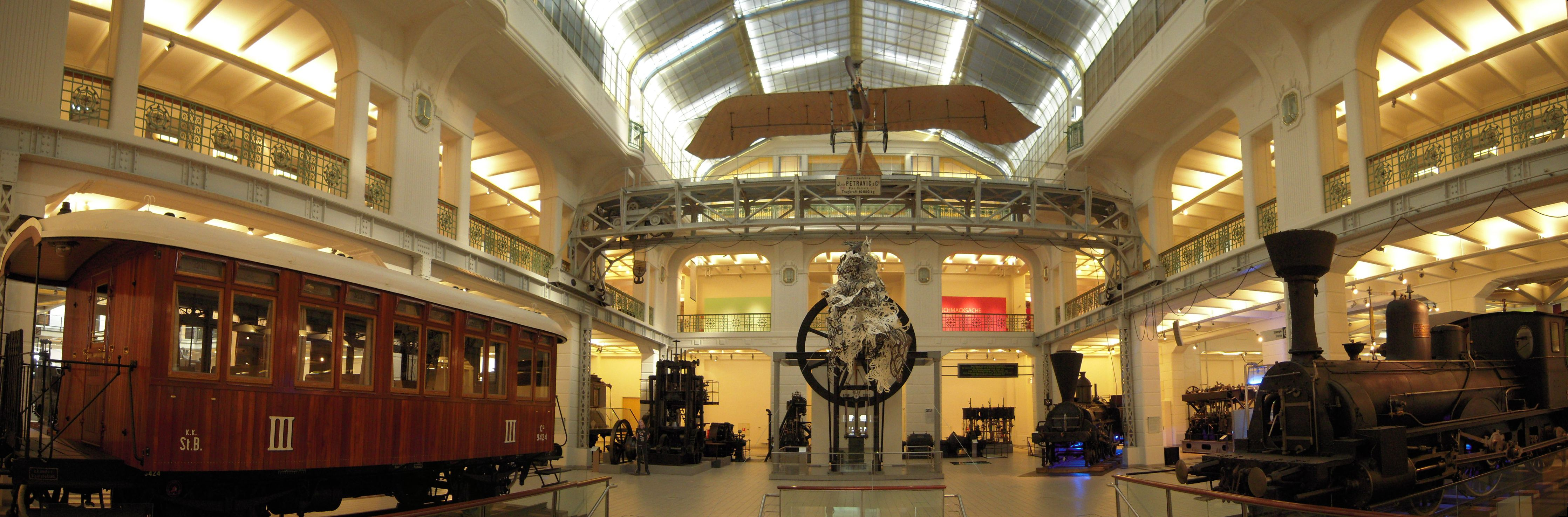
Зал-фойе Технического музея